# Яня (приток Плюссы)
 Я́ня  (в некоторых источниках не совсем верно: Яна, Янь) — река в Псковской области Плюсском и Гдовском районах. Часть бассейна реки расположена в Сланцевском и Лужском районах Ленинградской области. Правый приток Плюссы.

## Характеристика
Общая протяжённость реки 57 км, площадь бассейна — 772 км². Среднегодовой расход воды в устье ок. 6 м³/с.

### Гидрография и гидрология
Берёт начало в болоте Машутинский Мох в виде нескольких ручьёв, впадающих в озеро Вороновское (Большое Вороновское). Из них два ручья на планах генерального межевания конца XVIII века обозначались как руч. Вороновщина и руч. Тереховской, а на картах XIX в. — как руч. Либа (протекает в среднем течении через небольшое озеро Глухое) и ручей Терехов Брод.
По выходе из озера Вороновское и, примерно, до впадения ручья Шаркунь Яня носит второе название — Абрамовка. В верховьях протекает по обширной заболоченной пойме, которую называют — урочище Черета (Янцева топь). Здесь по правому и левому берегу Яни параллельно друг другу идут две осушительные канавы. Через несколько километров канавы соединяются вместе с основным руслом реки, которая далее протекает по каналу шириной около 7 м и глубиной около 0,9 м. Канал оканчивается чуть ниже места впадения двух притоков — рек Верешня и Луковка.
Далее Яня течёт уже по своему руслу, берега её начинают повышаться, русло расширяется до около 10 м, а глубина увеличивается до около 1,2 м. Здесь близ левого берега расположена деревня Перёдкино, на правом берегу стоит деревня Горка, а ниже, на левом — деревня Супор. У Горки и Супора через Яню построены деревянные мосты. Ниже река Яня протекает через цепочку озёр: Межницкое, Глубокое (Глубоко, Радолицкое), Сивчиха (Сивиха), Круглое и Косой Кол. На озёрах расположены деревни Межник, Радолицы и, в некотором отдалении, деревня Бор. В этом месте часть стока Яни осуществляется по спрямляющему каналу мимо озёр по урочищу Грясцы. Ещё ниже на обоих берегах Яни расположена деревня Заянье (самое крупное селение на реке), у которой русло расширяется до около 12 метров. В деревне через реку построен железобетонный автомобильный мост. Далее на правой стороне реки Яни расположена деревня Новополье, а ещё далее, в стороне от этого же правого берега — деревня Берёзно.
Ниже урочища Холостницы (в 2 км к западу от Ктинского озера) пойма реки вновь расширяется, берега заболачиваются, основное русло несколько сужается (до 10 м). Раньше здесь по пойме протекало несколько проток и рукавов Яни, но после проведения мелиоративных мероприятий в начале XX века, связанных с обеспечением сплава леса по реке, сток по этим протокам практически прекратился (за исключением периода половодья или паводка). Протоки заросли и заболотились (в настоящее время наиболее значительная из них — Фетковская Обтока). Перед впадением самого крупного своего левого притока — реки Ктинянки (Ктинки), Яня протекает на протяжении порядка 1 километра по каналу (Болотская Лесосплавная Канава). В расстоянии около 1 километра от устья Ктинянки и левого берега Яни находится деревня Большие Болота.
После впадения Тёмной Канавы (в урочище Лома) характер реки резко меняется: пойма практически исчезает, берега становятся крутыми, местами обрывистыми. Ниже впадения справа самого крупного притока (в урочище Румаскин Хутор) — реки Чёрной (2 м³/с) русло Яни расширяется до 20 м. После урочища Малые Болота и до устья в некоторых местах встречаются обрывы с обнажениями красного песчаника — слуды (местн.). В нижнем течении на Яне стоят деревни: Ловыни (правый берег, здесь раньше находился гидрологический пост «Лавынь»), хутор Ряков Хутор (правый берег, приписан к деревне Ловыни), Гостичево (на обоих берегах, часть деревни на правом берегу раньше называлась Верховье). В Гостичеве находится деревянный мост через Яню. Несколько раз он повреждался во время половодья, а после вновь восстанавливался. Впадает в реку Плюсса справа на 115 км от устья в урочище под названием Печура (или Пещеры). Местность близ устья реки почитается у местных жителей. До революции, и какое-то время после неё, на этом месте, в двух верстах от деревни Гостичево, в лесу, по левому янскому и правому плюсскому берегу, стояла деревянная часовня во имя святых апостолов Петра и Павла. В настоящее время тут установлен поклонный крест.

### Некоторые данные по гидропосту «Лавынь»
В советское время на реке Яня (по 1980-е годы) в деревне Ловыни в 7,2 км от устья функционировал гидрологический пост «Лавынь». Площадь водосбора реки выше створа поста составляла 746 км². Наибольший срочный расход воды на посту был зафиксирован в половодье 2 мая 1956 года — 140 м³/с.
За 1952—1965 годы наблюдений были получены следующие данные по расходу воды.
- средний расход воды — 5,89 м³/с (коэффициент вариации 0,28; коэффициент асимметрии 0,60).
- средний среди максимальных срочных расходов воды весеннего половодья — 71 м³/с.
- максимальный срочный паводковый расход воды — 23,7 м³/с (наблюдался 23 августа 1961 года).

Расчётные данные по максимальному расходу воды весеннего половодья.
| обеспеченность (%) | 1 (1 раз в 100 лет) | 2 (2 раза в 100 лет) | 5 (5 раз в 100 лет) | 10 (10 раз в 100 лет) | 25 (25 раз в 100 лет) | 50 (средний, 50 раз в 100 лет) |  | Коэффициент вариации | Коэффициент асимметрии |
| расход воды (м³/с) | 146                 | 134                  | 117                 | 103                   | 82,3                  | 67,0                           |  | 0,40                 | 0,90                   |

### Притоки
В Яню впадает ряд водотоков, некоторые из них (имеющие названия) перечислены в следующей таблице. (Полужирным шрифтом выделены официально принятые названия, мелким шрифтом — исторические и народные названия.)
| Расстоя- ние от устья (км) | Левый приток / Правый приток | Притоки притоков или озеро в истоке | Длина (км) | Площадь водо- сбора (км²) |
| -------------------------- | ---------------------------- | ----------------------------------- | ---------- | ------------------------- |
|                            | Иванский                     |                                     |            |                           |
|                            | Ловынька                     |                                     |            |                           |
|                            | Крапивка                     |                                     |            |                           |
|                            | Сенокосский                  |                                     |            |                           |
|                            | Зимник                       |                                     |            |                           |
| 12                         | Чёрная                       |                                     | 30         | 264                       |
|                            | ↑                            | Осоченка                            | 12         |                           |
|                            | ↑                            | Рожня                               | 20         |                           |
|                            | Тёмная Канава                |                                     |            |                           |
|                            | Шитня                        |                                     |            |                           |
|                            |                              | ←Шумиловский ←Межевой               |            |                           |
| 15                         | Ктинка (Ктинянка)            |                                     | 4,8        |                           |
|                            |                              | ←Ктинское озеро                     |            |                           |
|                            |                              | ↑Озванка                            | 13         |                           |
|                            | Фетковская Обтока            |                                     |            |                           |
|                            | Карастёрочная Канава         |                                     |            |                           |
|                            | Луковка                      |                                     |            |                           |
|                            | Заводский                    |                                     |            |                           |
|                            | Межной                       |                                     |            |                           |
|                            | Гремучий                     |                                     |            |                           |
| 36                         | Хоромёнка                    |                                     | 11         |                           |
|                            | Тёмный                       |                                     |            |                           |
|                            | Белка                        |                                     |            |                           |
| 42                         | Крапивня                     |                                     | 14         |                           |
|                            | Верешня                      |                                     |            |                           |
| 43                         | Луковка                      |                                     | 12         |                           |
|                            | Быков                        |                                     |            |                           |
|                            | Берёзовка                    |                                     |            |                           |
|                            | Мерёзовка                    |                                     |            |                           |
|                            | Шаркунь                      |                                     |            |                           |

Самое большое озеро в бассейне — оз. Ктинское (84,0 га).

## Исторические сведения

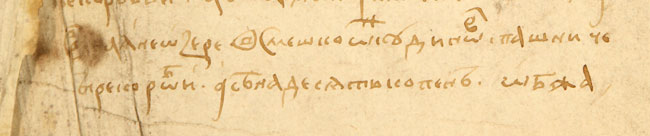
Описание деревни на Яне озере из писцовой книги Матвея Ивановича Валуева 7006 (1497/98) года

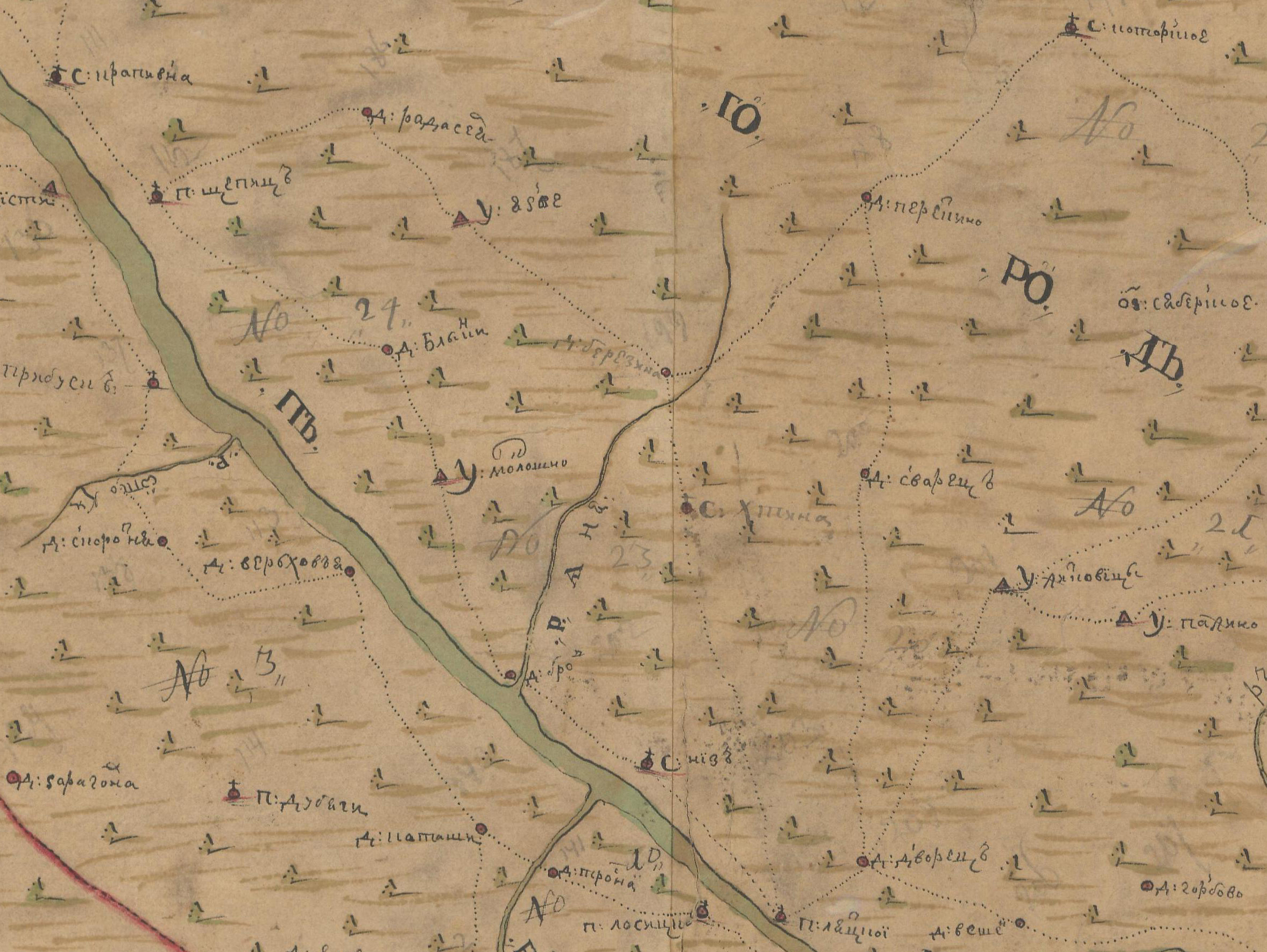
Одно из первых сохранившихся картографических изображений реки Яня (около 1730 года).

Первое письменное упоминание слова «Яня» в этих краях относится к 1497/98 г. в названии деревни На Яне-озере (оз. Яня ныне называется оз. Вороновское). Собственно об этой реке записано в писцовой книге следующего 1498/99 г.

«В Залесье в Щепецком погосте великаго князя волости в Олексеевской, да в Микифоровской, да в Григорьевской Борисовых детей Мураш[к]ина, в Замошье пустошь Березна меж Яни реки и Рожны и Березна озера»— [РГАДА, Ф.1209, Оп.1, № 706, л.251]
До Великой Отечественной войны и некоторое время после (до конца 1950-х годов) по Яне и её притоку Чёрной проводился сплав леса. Под населёнными пунктами Заянье, Новополье, Берёзна и Лавынь работали водяные мельницы (до первой половины 1950-х годов). Также существовала ещё пятая мельница, которая находилась не на Яне, а в конце канавы, прокопанной от этой реки (у деревни Горка) до восточной оконечности Межницкого озера.

## Упоминание в художественной литературе
Река Яня упоминается в произведении И. Алимова в цикле «Вениамин Гусь: посмертные стихи» в строчках ироничного содержания под заголовком «Полевые стихи написанные мною уже после смерти, когда я был в деревне Новополье, что на берегу реки Яня Псковской губернии». Например, в таком отрывке.

8. На реке Яня, желая общения, посещаю царство рыб

Рыбы! Штанов не стянув,

В воду я к вам устремился.

Вы же, презрев мой порыв,

Нахально хвосты показали.— 03 Дек 1989

## Галерея

Истоки реки Янь (Яня) на плане Генерального межевания Лугского уезда конца XVIII века.
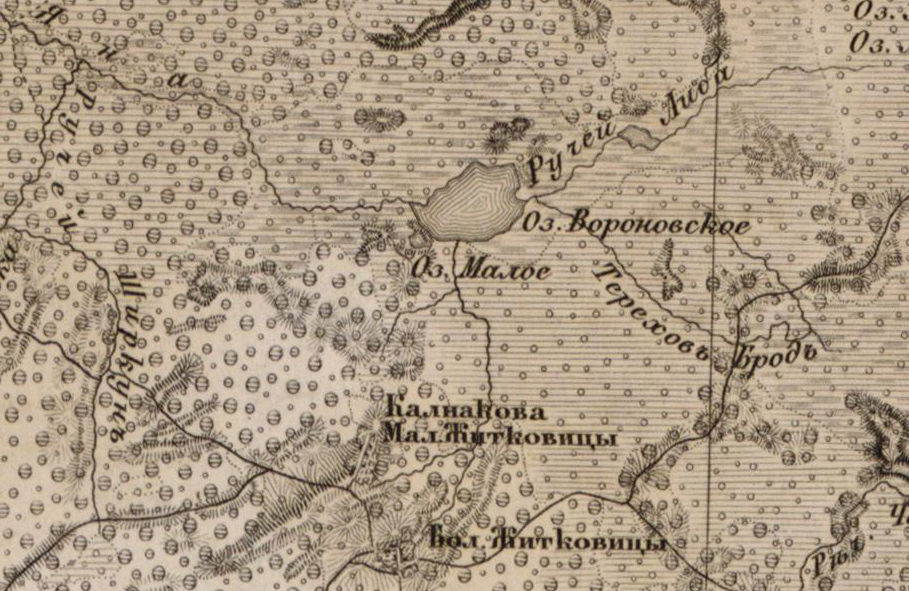
Истоки реки Яна (Яня) на военно-топографической карте 1863 года.
Фрагмент карты 1863 года. На карте видны протоки и рукава реки Яни, существовавшие в то время выше впадения Хтинки (Ктинянки).
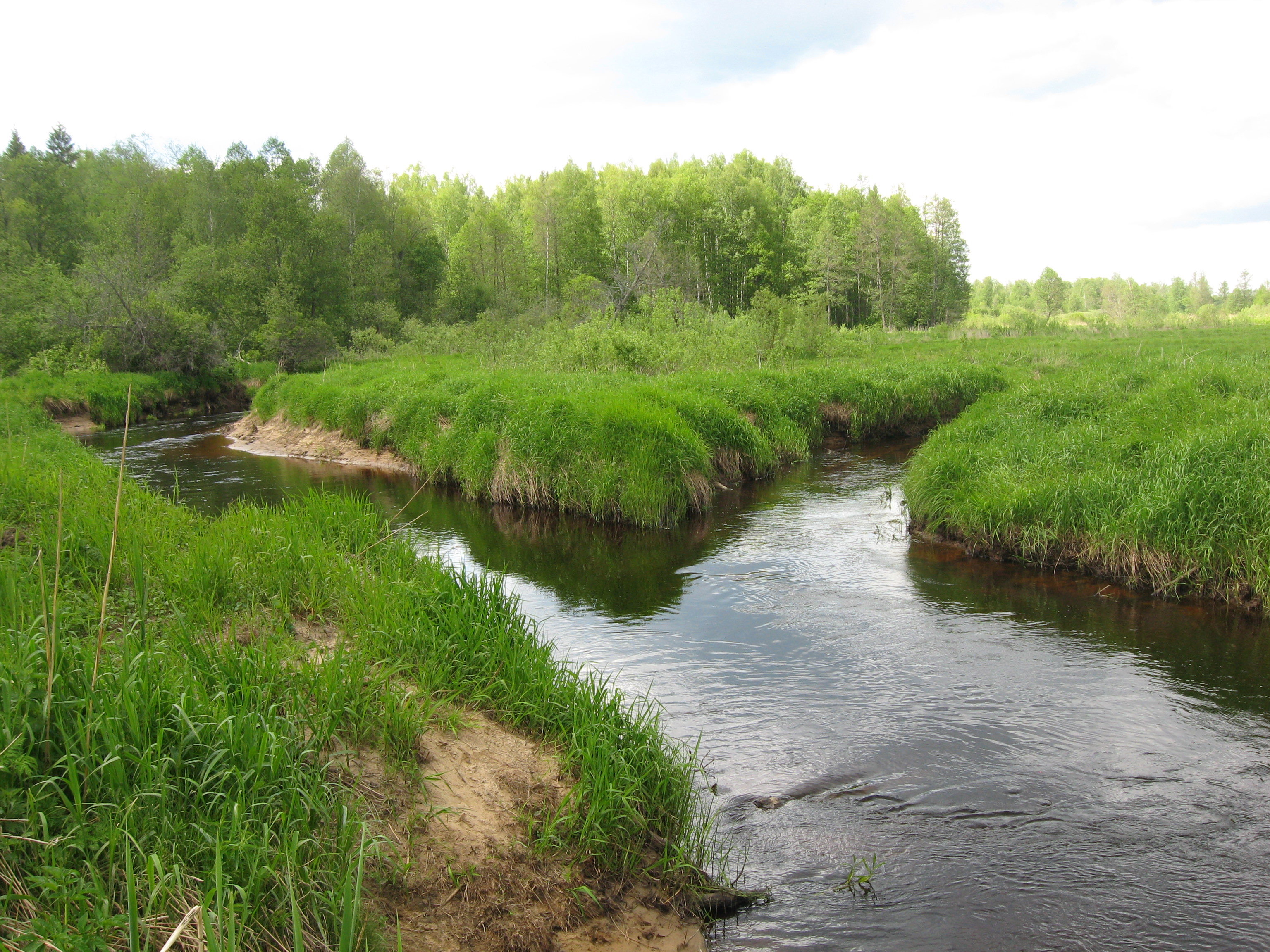
Впадение в реку Яню её наиболее крупного левого притока — реки Ктинянки (Ктинки).
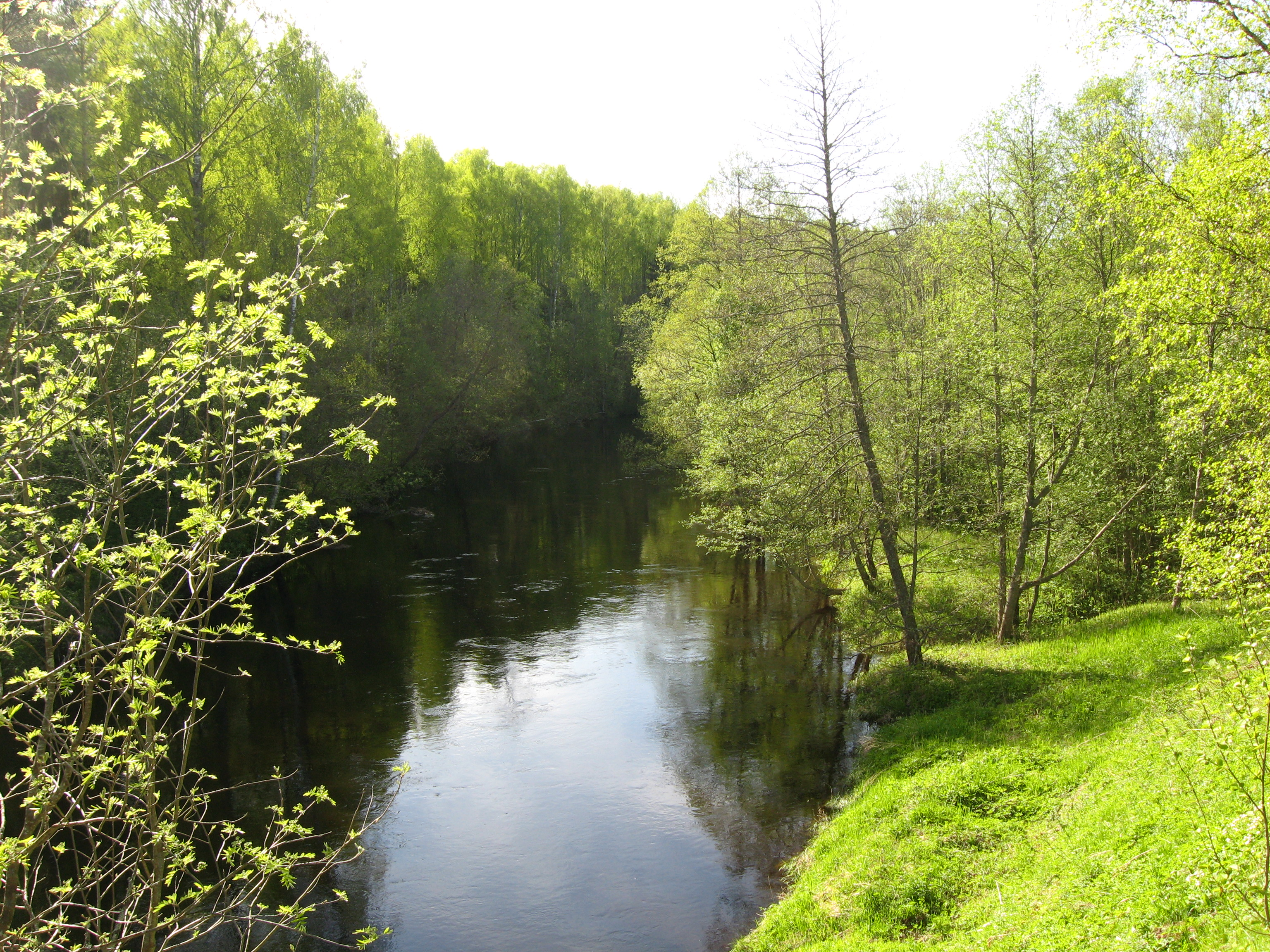
Река Яня в урочище Малые Болота.
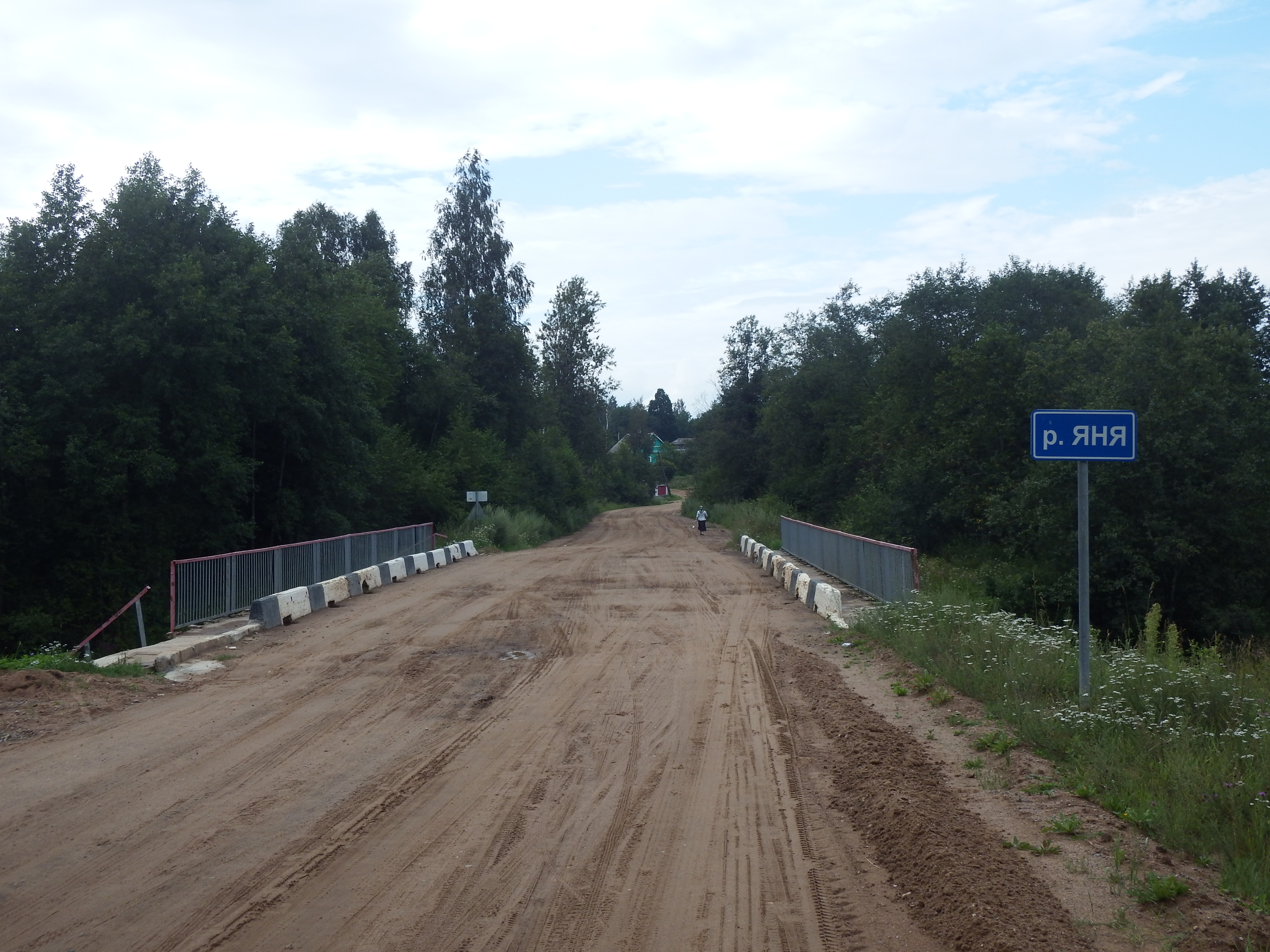
Мост через реку Яня в деревне Заянье

## Данные водного реестра
По данным государственного водного реестра России относится к Балтийскому бассейновому округу, водохозяйственный участок реки — Нарва. Относится к речному бассейну реки Нарва (российская часть бассейна).
Код объекта в государственном водном реестре — 01030000412102000027106.